# Lámpara de cátodo hueco

Diagrama de una lámpara de cátodo hueco.

Una lámpara de cátodo hueco (LCH) es un tipo de lámpara que es usada en física y química como una fuente de líneas espectrales, generalmente para el funcionamiento de espectrómetros de absorción atómica y como estabilizador de frecuencias de láser.
Una LCH consiste de un tubo de vidrio que contiene un cátodo, un ánodo y un gas amortiguador (normalmente un gas noble). Al aplicar un gran voltaje entre el ánodo y el cátodo, el gas presente es ionizado dando lugar a un plasma. Los iones son entonces acelerados hacia el cátodo y logran desprender átomos de éste. El gas, el plasma y los átomos desprendidos se encontrarán en un estado excitado del cual caerán a un nivel más bajo después de emitir fotones, que finalmente serán usados según convenga.
Una LCH puede ser usada para calibrar una fuente de luz (como láseres) a una transición atómica específica por medio del efecto optogalvánico, que es el resultado de la fotoionización directa o indirecta. Al hacer pasar el láser a través de la lámpara, uno puede excitar (indirecta) o incluso ionizar (directa) los átomos dentro de ella, siempre y cuando el láser contenga la frecuencia correspondiente a la transición atómica. Fotoionización indirecta también puede ocurrir cuando un electrón choca con un átomo excitado haciendo a su vez que éste pierda un electrón.
1. {\displaystyle A+h\nu \rightarrow A^{*}}
2. {\displaystyle A^{*}+e^{-}\rightarrow A^{+}+2e^{-}}

{\displaystyle A} = átomo, {\displaystyle h\nu } = fotón, {\displaystyle A^{*}} = átomo excitado y {\displaystyle e^{-}} = electrón 
Los iones creados así causan un incremento en la corriente entre en cátodo y el ánodo, cuya medición sirve para estabilizar la fuente de luz. Para esto se cambia algún parámetro de la fuente y es escaneado hasta observar resonancia con la lámpara
- Datos: Q903200
- Multimedia: Hollow-cathode lamps / Q903200